# Roncus lubricus
Roncus lubricus är en spindeldjursart som beskrevs av Ludwig Carl Christian Koch 1873. Roncus lubricus ingår i släktet Roncus och familjen helplåtklokrypare. Inga underarter finns listade i Catalogue of Life.